# Ganas o mueres
«Ganas o mueres» es el séptimo episodio de la serie de televisión de fantasía medieval Juego de tronos, de la cadena HBO. Tiene una duración de 56 minutos y se transmitió por primera vez el 29 de mayo de 2011. Fue escrito por David Benioff y D. B. Weiss, y dirigido por David Minahan.
El episodio se centra en las intrigas sobre el sucesor al trono de hierro de Poniente después de que el rey Robert es herido mortalmente durante la cacería que había emprendido. Si bien Robert deja en claro por escrito que Eddard Stark debe ser el nuevo rey hasta que Joffrey alcance su mayoría de edad, Cersei (con la ayuda de Meñique) logra que su hijo sea reconocido antes como el heredero legítimo al trono tras la muerte de Robert. Por otra parte, al otro lado del mar Angosto, Khal Drogo decide finalmente invadir Poniente después de que un espía intentase envenenar a Daenerys. Respecto al Muro, Jon Nieve y Samwell Tarly hacen su juramento como nuevos miembros de la Guardia de la Noche.

## Argumento

### En el campamento Lannister
Lord Tywin Lannister (Charles Dance) tiene una charla con su hijo, Jaime Lannister (Nikolaj Coster-Waldau), donde le reprende por los recientes problemas que tuvo con los Stark. Tywin considera que una guerra es la oportunidad perfecta para que los Lannister aseguren la extensión de su dinastía como los nuevos gobernantes de los siete reinos, razón por la cual le proporciona la mitad de sus fuerzas a Jaime para que así invada Aguasdulces, el hogar de Lady Catelyn Stark.

### En Invernalia
La salvaje capturada Osha (Natalia Tena), ahora una criada de los Stark, es acosada por Theon Greyjoy (Alfie Allen) quien le advierte que si ella hubiera sido arrestada en su hogar, las Islas de Hierro, habría enfrentado un peor castigo. En ese instante, entra en escena Maester Luwin (Donald Sumpter) quien le pide a Theon que la deje sola. Una vez que Theon se va, le pregunta a Osha por qué viajaba hacia el sur del Muro junto con aquel grupo de salvajes, a lo cual ella contesta que se debe a que escapaban de los Caminantes Blancos, los cuales se piensa que estaban extintos.

### En el Muro
El caballo de Benjen Stark regresa del norte del Muro sin él lo cual ocasiona que su sobrino, Jon Nieve (Kit Harington), se preocupe. Su indignación y coraje crecen cuando es asignado como mayordomo del Lord Comandante en vez de un explorador. Jon sospecha que esto es una venganza de Ser Alliser Thorne, por haberlo desafíado antes. No obstante, Samwell Tarly (John Bradley) le aconseja a Jon de que esto puede serle de ayuda ya que tendría acceso a información que nadie más conoce excepto el viejo comandante. Mientras Jon y Sam hacen su juramento como nuevos miembros de la Guardia de la Noche cerca de un árbol dedicado a los Viejos Dioses del Muro, el huargo de Jon (llamado «Fantasma») encuentra una mano mutilada lo cual deja sorprendidos a Jon y Sam.

### Al otro lado del mar Angosto
Daenerys Targaryen (Emilia Clarke) intenta convencer a Khal Drogo (Jason Momoa) de regresar a su hogar en Poniente y le reclama el trono de los siete reinos, pero éste rehúsa. Mientras Daenerys y su comitiva pasean por un mercado, Ser Jorah (Iain Glen) recibe una carta de indulto por parte de Varys para que regrese a los siete reinos. Jorah concluye que esto se debe a que planean asesinar a Daenerys por orden del rey, por lo cual decide alertar a Daenerys. Justo antes de que un comerciante de vino intente envenenarla, Jorah la rescata y la pone a salvo mientras que los hombres que la acompañaban logran atrapar al comerciante. Drogo, furioso por el atentado a su esposa, promete conducir a su horda a través del mar Angosto para invadir los siete reinos a manera de venganza y, al final, reclamar el trono de hierro para su hijo aún no nacido.

### En Desembarco del Rey
Eddard Stark (Sean Bean) confronta a la reina Cersei Lannister (Lena Headey) sobre el verdadero padre del príncipe Joffrey. La acusa de tener una relación incestuosa con su hermano gemelo, la cual dio como resultado al hijo bastardo de Jaime. Asimismo, la acusa de conspirar con Jaime para matar a su hijo Bran (Isaac Hempstead-Wright) después de que éste los viera teniendo sexo. Ned le advierte que se lo informará al rey una vez que éste regrese de su cacería, pidiéndole a Cersei de que se vaya de la ciudad junto con sus hijos para evitar que el rey tome represalias contra ellos.
Lord Renly Baratheon (Gethin Anthony) llega con Ned y le informa de que el rey Robert (Mark Addy) ha sido herido mortalmente por un jabalí en la cacería. Un moribundo Robert le dicta a Ned su voluntad en donde lo nombra como Lord Regente y Protector del Reino hasta que Joffrey llegue a la mayoría de edad. Ned trascribe tal cual las palabras de Robert, sin embargo en vez de usar «Joffrey» escribe «mi legítimo heredero» para evitar que Joffrey sea el heredero en la línea de sucesión. Robert firma la hoja y le pide a Ned que le brinde asistencia a Joffrey.
Más tarde, Lord Renly intenta convencer a Ned de reunir de inmediato un ejército para así asegurar el poder una vez que Robert muera. Ned intenta darle el trono a Stannis Baratheon, el hermano menor de Robert y heredero legítimo en la línea de sucesión. Renly quiere persuadirlo de que Stannis no es digno para convertirse en rey, pero Ned lo desmiente. Mientras tanto, Meñique Baelish (Aidan Gillen) llega con Ned e intenta convencerlo de que haga la paz con los Lannister, libere a Tyrion (Peter Dinklage) y case a Sansa (Sophie Turner) con Joffrey. Ned rehúsa y le pide que traiga a la guardia de la ciudad para hacerle frente a la guardia personal de Cersei que es superior a la suya. 
Tras la muerte de Robert, Ned es informado de que el autoproclamado rey Joffrey quiere verlo en el salón del trono en ese instante. Antes de su encuentro, Meñique le dice que cuenta con el apoyo total de la guardia de la ciudad, la cual llega también al lugar. Así, Ned entra con su guardia al custodiado salón del trono. Joffrey ordena que debe ser coronado a la brevedad posible como el nuevo rey de Poniente. Ned le pide a Ser Barristan Selmy (Ian McElhinney) que lea una orden firmada por Robert en donde lo designa como protector del reino hasta que su legítimo heredero llegue a la mayoría de edad. Cersei le pide el documento a Barristan y procede a romperlo, ordenándole a este último que mate a Ned y a su guardia. Ned le ordena a su vez a la guardia de la ciudad que capturen a Cersei y a Joffrey de la manera menos violenta posible, pero es traicionado por Meñique y su guardia es masacrada.